# Liste der Biografien/Schneidew
Liste der Biografien |
Portal Biografien |
Personensuche
# |
A |
B |
C |
D |
E |
F |
G |
H |
I |
J |
K |
L |
M |
N |
O |
P |
Q |
R |
S |
T |
U |
V |
W |
X |
Y |
Z |
?
 
Sa |
Sb |
Sc |
Sd |
Se |
Sf |
Sg |
Sh |
Si |
Sj |
Sk |
Sl |
Sm |
Sn |
So |
Sp |
Sq |
Sr |
Ss |
St |
Su |
Sv |
Sw |
Sy |
Sz
 
Sca–Sce |
Sch |
Sci–Scz
 
Scha |
Schc |
Schd |
Sche |
Schg |
Schi |
Schj |
Schk |
Schl |
Schm |
Schn |
Scho |
Schp |
Schr |
Schs |
Scht |
Schu |
Schv |
Schw |
Schy
 
Schna |
Schne |
Schni |
Schno |
Schnu |
Schny
 
Schneb |
Schnec |
Schned |
Schnee |
Schneg |
Schneh |
Schnei |
Schnek |
Schnel |
Schnep |
Schner |
Schnet |
Schneu |
Schnew |
Schney |
Schnez
 
Schneib |
Schneic |
Schneid |
Schneie |
Schneik |
Schneis |
Schneit
 
Schneida |
Schneide |
Schneidh |
Schneidl |
Schneidm |
Schneidr |
Schneidt
 
Schneidem |
Schneiden |
Schneider |
Schneidew
Die Liste der Biografien führt alle Personen auf, die in der deutschsprachigen Wikipedia einen Artikel haben. Dieses ist eine Teilliste mit 17 Einträgen von Personen, deren Namen mit den Buchstaben „Schneidew“ beginnt.

## Schneidew

### Schneidewe
- Schneidewein, Heinrich (1510–1580), deutscher Jurist und Weimarer Kanzler
- Schneidewein, Johann (1519–1568), deutscher Jurist

### Schneidewi
- Schneidewin, Friedrich Wilhelm (1810–1856), deutscher Altphilologe
- Schneidewin, Helene (1866–1953), deutsche Kommunalpolitikerin (DDP)
- Schneidewin, Karl (1887–1964), deutscher Jurist
- Schneidewin, Max (1843–1931), deutscher evangelisch-lutherischer Theologe, Philosoph und Klassischer Philologe
- Schneidewind, Carl (1885–1968), deutscher Politiker (WP), MdR
- Schneidewind, Ewald (* 1939), deutscher Endurosportler
- Schneidewind, Friedhelm (* 1958), deutscher Schriftsteller, Journalist, Musiker und Dozent
- Schneidewind, Günter (* 1953), deutscher Hörfunkmoderator
- Schneidewind, Kurt (1912–1983), deutscher Politiker (KPD/SED) und Diplomat
- Schneidewind, Lena (* 1995), deutsche Schauspielerin
- Schneidewind, Peter (* 1967), deutscher Manager
- Schneidewind, Rüdiger (* 1968), deutscher Politiker (SPD)
- Schneidewind, Uwe (* 1966), deutscher Ökonom, Hochschullehrer und KommunalpolitikerUwe Schneidewind (* 1966)

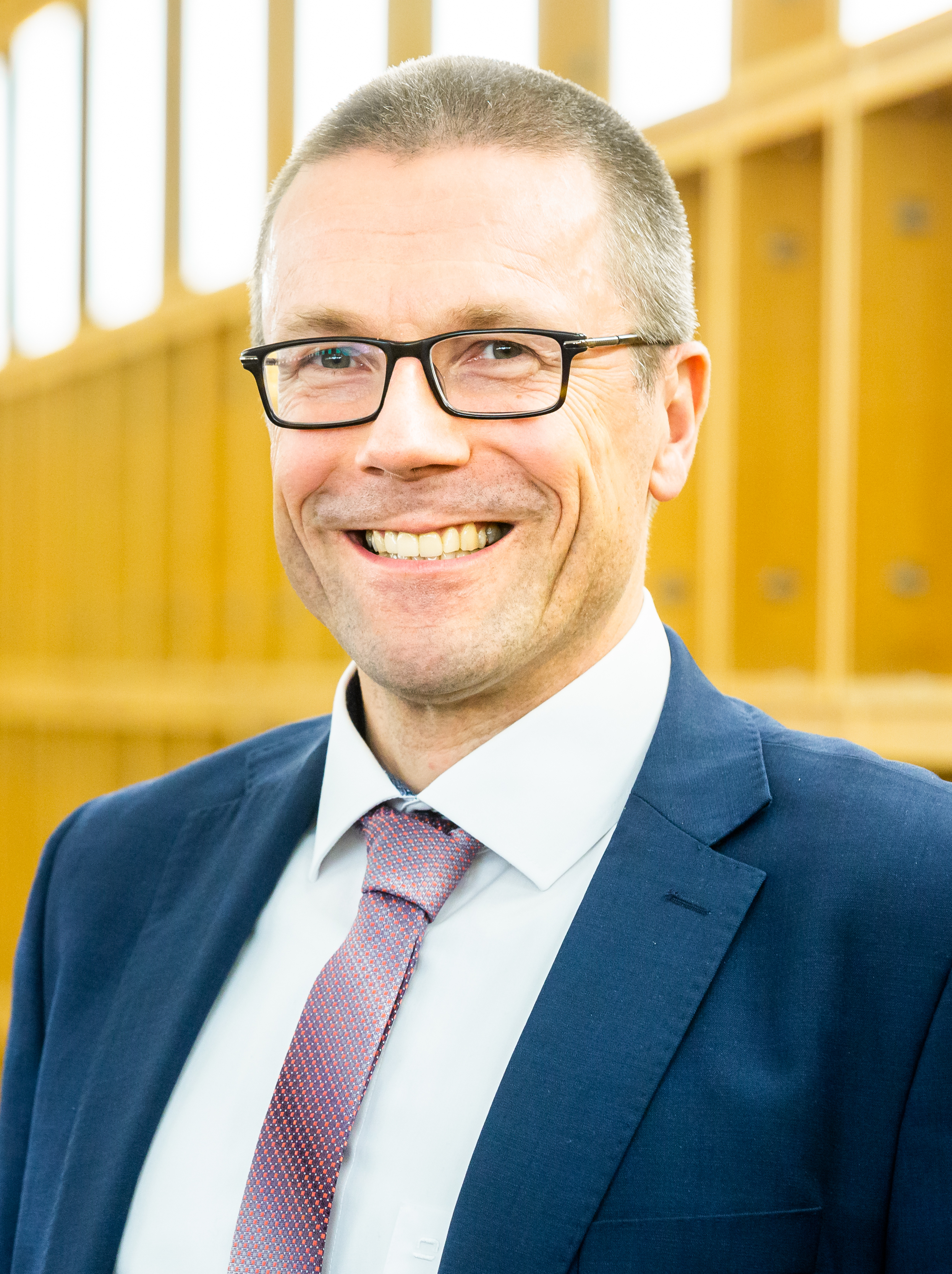
Uwe Schneidewind (* 1966)

- Schneidewind, Wilhelm (1860–1931), deutscher Agrikulturchemiker
- Schneidewind-Hartnagel, Charlotte (* 1953), deutsche Politikerin (Bündnis 90/Die Grünen), MdB